# Тощиха (станция)
Тощиха — железнодорожная станция Костромского направления Северной железной дороги, расположенная вблизи деревни Твердино Ярославской области.
На станции имеются 2 платформы — боковая и островная, касса для продажи билетов на пригородные поезда.
На станции останавливаются все пригородные поезда и электропоезда-экспрессы сообщением Ярославль — Кострома.
Рядом со станцией расположена заброшенная база запаса.